# Phyllosticta colocasiae
Phyllosticta colocasiae är en svampart som beskrevs av Höhn. 1907. Phyllosticta colocasiae ingår i släktet Phyllosticta och familjen Botryosphaeriaceae.   Inga underarter finns listade i Catalogue of Life.